# Kobylanka (dopływ Ropy)
Kobylanka (Kotlanka) – potok, prawy dopływ Ropy położony w Polsce, w województwie małopolskim w powiecie gorlickim w gminie Gorlice. Kobylanka ma swoje źródło na południe od Dominikowic. Przepływa przez Dominikowice i Kobylankę. Rzeka ma swoje ujście w Kobylance do rzeki Ropy.
Długość cieku wynosi 8,2 km. Typ cieku został określony jako potok fliszowy. Jego kod UE to PLRW2000122182729.